# Reset (группа)
Reset (с англ. — «перезагрузка») — канадская панк-рок группа, образованная в Монреале, провинции Квебек, Пьером Бувье и Чаком Комо.

## Начало (1993—1999 год)
Группа Reset был сформирована в 1993 году Пьером Бувье и Чаком Комо, когда им было 13 лет. Оригинальные состав включал в себя Пьера Бувье (вокал), Филиппа Джоликоера (гитара и вокал), Чака Комо (ударные) и Жана-Себастьяна Буало (бас-гитара). Первое название было Roach, но группа узнала, что в Канаде существует коллектив с названием Roach, и участники группы сменили название на Reset (в переводе с англ. — «перезагрузка»).
Первый полноформатный альбом группы, No Worries, выпущен в 1997 году, и был записан в Le Studio Морином Хайтом и спродюсирован Родом Ширером. После выпуска альбома группа сняла видеоклип на сингл «Why?».
В 1998 году произошли первые изменения в составе группы. Бувье уволил басиста Жана-Себастьяна Буало, и взял ему на замену Адриана Уайта из Ванкувера, и заменил Чака Комо после конфликта.

## No Limits, уход Бувье и Radioactive (1999—2003)
В 1999 году группа выпустила альбом No Limits, который был написан в соавторстве с Адрианом Уайтом. Запись альбома происходила в Ванкувере, Британская Колумбия, под руководством продюсера Грега Рилли. На песни «Pollution», «Pressure» и «My Dream and I» были сняты музыкальные клипы. Вскоре после съёмок клипа на песню «Pressure» Бувье оставил группу, помирился с Комо и образовал коллектив Simple Plan. Давид Дерозье заменил Бувье в 2000 году, но пробыл в составе только шесть месяцев.
В 2003 году Reset выпустил третий альбом — Radioactive. Альбом был спродюсирован и сведён гитаристом и вокалистом группы Филиппом Джоликоером. Это первый альбом, который был выпущен на собственном лейбле Джоликоера — Indy Rekordz Inc. Песни «Choke» и «Kyoto» были выпущены как синглы (также на них были сняты клипы).

## No Intensity и туры (2008—2009)
В марте 2008 года Reset выпустили свой четвёртый альбом No Intensity. Одноимённая песня была выпущена в качестве сингла. Этот альбом был похож на их дебютную пластинку No Worries, содержал антиправительственные песни, такие как «Corrupted To The Bone», «Redemption» и «Papillon». Последняя песня основана на книге «Мотылёк» писателя Анри Шарьера. Альбом был спродюсирован Родом Ширером, который также продюсировал дебютный альбом группы.
На протяжении многих лет Reset участвовали в пяти канадских турах и трех американских в 1997, 2000 и 2006 годы. Reset играла с такими группами как Green Day, MxPx, NOFX, Pennywise, Millencolin, Lagwagon, Face to Face, Strung Out и Ten Foot Pole.

## Новый альбом (2012 — н.в.)
В марте 2009 года группа выступила в оригинальном составе на десятилетии панк-рок-шоу «1-2-3 Punk !». Они играли вместе с GrimSkunk, The Sainte Catherines, Vulgaires Machins, The Planet Smashers и Subb.
Позже Филипп Джоликоер заявил, что группа надеется выпустить новый альбом летом 2012 года. Альбом, названный The Antidote, был выпущен в ноябре 2012 года лейблом Throught Cruzar Media.
В 2021 году группы выпустила альбом под названием No Resistance.

## Участники группы

### Нынешнее участники
- Филипп Джоликоер (Philippe Jolicoeur) — вокал, гитара (1993 — настоящее время)
- Эдриан Уайт (Adrian White) — ударные, гитара, клавишные, семплы, бэк-вокал (1998—2001) (2010-настоящее время)
- Мэтт Капусшак (Matt Kapuszczak) — вокал, гитара (2010 — настоящее время)
- Джастин Брандрех (Justin Brandreth) — бас-гитара (2011 — настоящее время)

### Бывшие участники
- Пьер Бувье (Pierre Bouvier) — бас-гитара (1993—1999)
- Чак Комо (Chuck Comeau) — ударные (1993—1998)
- Жан-Себастьян Буало (Jean-Sébastien Boileau) — бас-гитара (1994—1998)
- Давид Дерозье (David Desrosiers) — бас-гитара (2000)
- Дэйв Барбаккиа (Dave Barbaccia) — бас-гитара, вокал (2005)
- Клод Пламондон (Claude Plamondon) — бас-гитара, вокал (2005—2010)
- Мартин Гендреу (Martin Gendreau) — ударные (2005—2010)
- Жюльен Бедард (Julien Bédard) — бас-гитара (2010—2011)

## Дискография

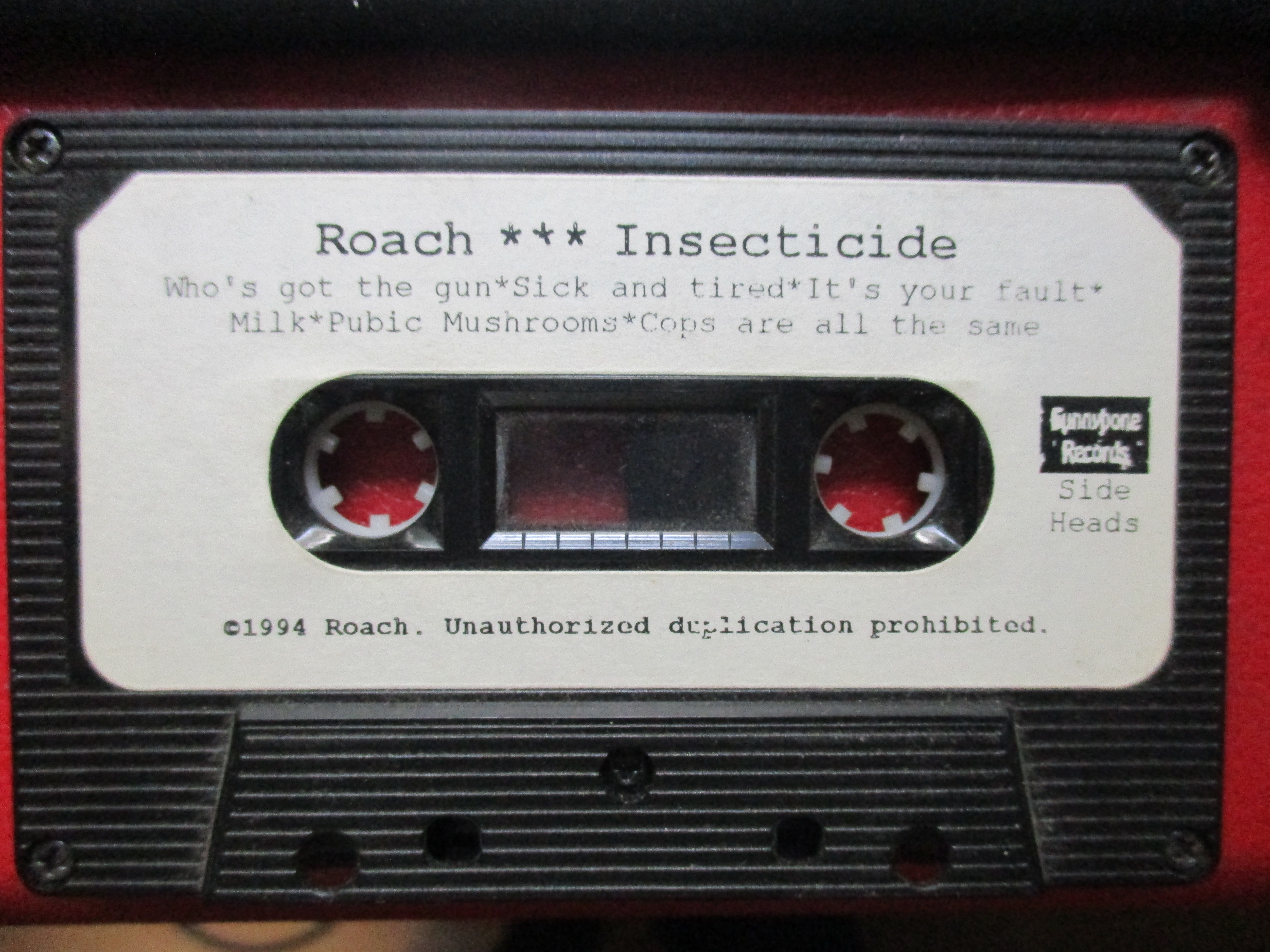
Демо-запись группы Roach (1994)

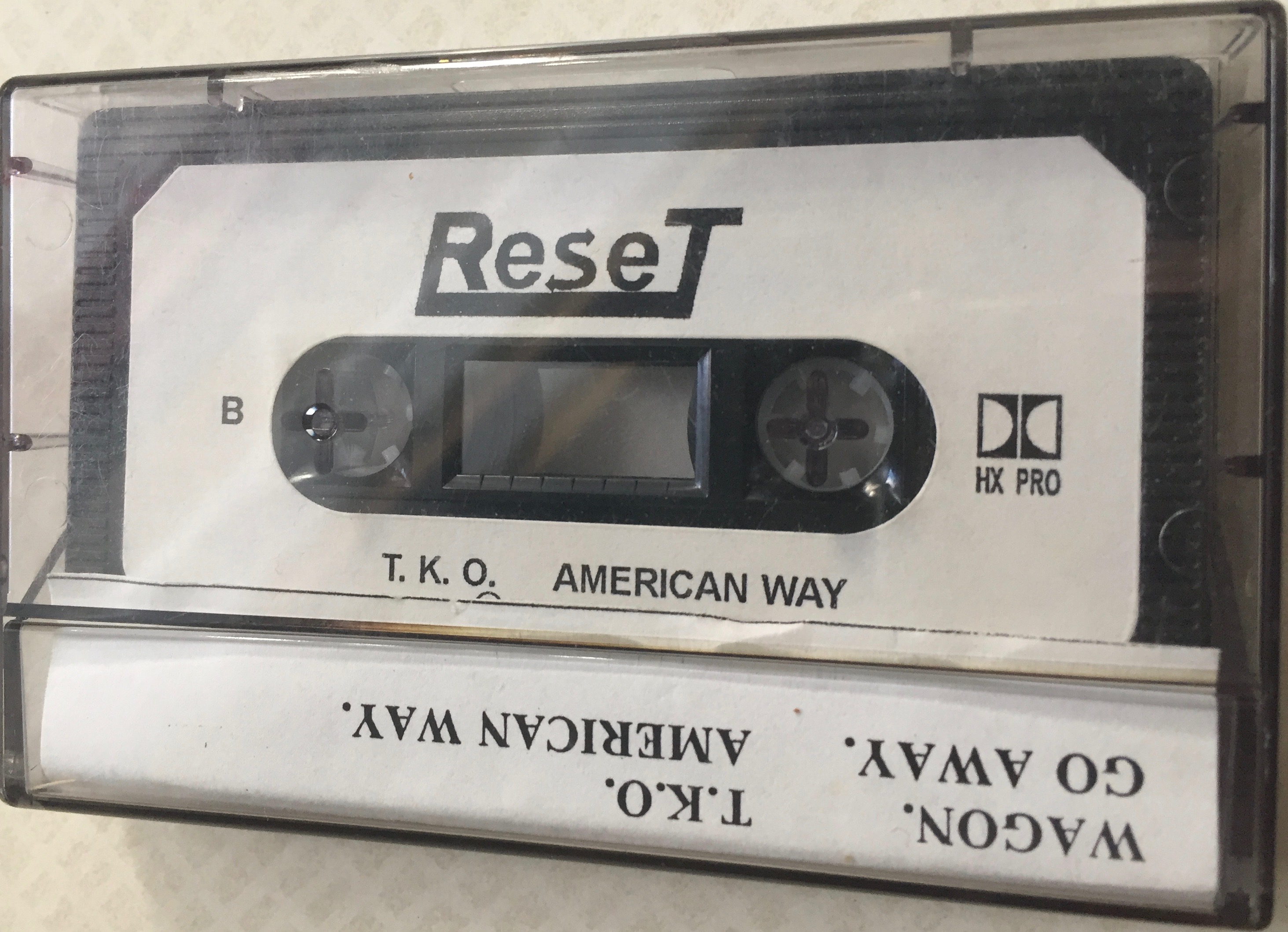
Первая демозапись группы Reset (1995)

### Студийные альбомы
- No Worries (1997)
- No Limits[англ.] (1999)
- Radioactive (2003)
- No Intensity (2008)
- The Antidote (2013)
- No Resistance (2021)

### Демозаписи
- Insecticide (as Roach) (1994)
- Concerned (1995)

### Сборники
- No Worries / No Limits (2006)